# Meindert Dijkstra
Meindert Dijkstra (Breda, 2 februari 1967) is een Nederlands voormalig betaald voetballer die voornamelijk als linksachter speelde. Dijkstra speelde zowel voor NAC als Willem II. Via Notts County FC kwam hij later terecht bij RBC en hij besloot zijn loopbaan bij TOP Oss.
Hij speelde een jaar bij SAB voor hij in de jeugdopleiding van NAC kwam. Na zijn spelersloopbaan werd hij assistent-trainer bij RKVV JEKA, Unitas '30 en Achilles Veen. In het seizoen 2017/18 was hij hoofdtrainer bij SAB.

## Overzicht clubcarrière
| Seizoen  | Club            | Competitie     | Wedstrijden | Doelpunten |
| -------- | --------------- | -------------- | ----------- | ---------- |
| 1985-'86 | NAC             | Eerste divisie | 7           | 0          |
| 1986-'87 | NAC             | Eerste divisie | 0           | 0          |
| 1987-'88 | Willem II       | Eredivisie     | 8           | 0          |
| 1988-'89 | Willem II       | Eredivisie     | 16          | 0          |
| 1989-'90 | Willem II       | Eredivisie     | 33          | 1          |
| 1990-'91 | Willem II       | Eredivisie     | 26          | 3          |
| 1991-'92 | Willem II       | Eredivisie     | 18          | 0          |
| 1992-'93 | Notts County FC | First Division | 11          | 0          |
| 1993-'94 | Notts County FC | First Division | 18          | 1          |
| 1994-'95 | RBC             | Eerste divisie | 20          | 1          |
| 1995-'96 | TOP Oss         | Eerste divisie | 14          | 2          |
| 1996-'97 | TOP Oss         | Eerste divisie | 18          | 0          |